# Althaea australis
Althaea australis är en malvaväxtart som beskrevs av W.R. Barker. Althaea australis ingår i släktet läkemalvor, och familjen malvaväxter. Inga underarter finns listade i Catalogue of Life.